# Bogdan I di Moldavia
Bogdan di Cuhea, asceso al trono col nome di Bogdan I di Moravia (fl. XIV secolo), voivoda di Moldavia dal 1359 al 1365. Nobiluomo di origine rumena, già voivoda di Maramureş, Bogdan rese la Moldavia un principato indipendente dal regno di Ungheria.

## Biografia
Nel 1349 Bogdan, insieme ad un gruppo di suoi seguaci, si ribellò all'autorità ungherese e attraversò i Carpazi verso oriente giungendo in Moldavia che era un principato vassallo creato dall'Ungheria ai tempi di Dragoș per difenderla dalle invasioni mongole. Bogdan depose il Bâlc, nipote di Dragoș e voivode locale, prendendo il potere e proclamando l'indipendenza.